# SM UC-62
SM UC-62 – niemiecki podwodny stawiacz min z okresu I wojny światowej, jedna z 64 zbudowanych jednostek typu UC II. Zwodowany 9 grudnia 1916 roku w stoczni AG Weser w Bremie, został przyjęty do służby w Kaiserliche Marine 8 stycznia 1917 roku. W czasie służby operacyjnej w składzie Flotylli Flandria okręt odbył dziewięć patroli bojowych, w wyniku których zatonęło 11 statków o łącznej pojemności 16 735 BRT, a trzy statki o łącznej pojemności 3057 BRT zostały uszkodzone. 14 października 1917 roku SM UC-62 zatonął na minie wraz z całą załogą nieopodal Zeebrugge.

## Projekt i budowa
Sukcesy pierwszych niemieckich podwodnych stawiaczy min typu UC I, a także niedostatki tej konstrukcji, skłoniły dowództwo Cesarskiej Marynarki Wojennej z admirałem von Tirpitzem na czele do działań mających na celu budowę nowego, znacznie większego i doskonalszego typu okrętów podwodnych. Opracowany latem 1915 roku projekt okrętu, oznaczonego później jako typ UC II, tworzony był równolegle z projektem przybrzeżnego torpedowego okrętu podwodnego typu UB II. Głównymi zmianami w stosunku do poprzedniej serii były: instalacja wyrzutni torpedowych i działa pokładowego, zwiększenie mocy i niezawodności siłowni, oraz wzrost prędkości i zasięgu jednostki, kosztem rezygnacji z możliwości łatwego transportu kolejowego (ze względu na powiększone rozmiary).
SM UC-62 zamówiony został 12 stycznia 1916 roku jako jednostka z III serii okrętów typu UC II (numer projektu 41, nadany przez Inspektorat U-Bootów), w ramach wojennego programu rozbudowy floty . Został zbudowany w stoczni AG Weser w Bremie jako jeden z czterech okrętów III serii zamówionych w tej wytwórni. UC-62 otrzymał numer stoczniowy 260 (Werk 260)  . Stępkę okrętu położono 3 kwietnia 1916 roku , a zwodowany został 9 grudnia 1916 roku.

## Dane taktyczno-techniczne
SM UC-62 był średniej wielkości przybrzeżnym okrętem podwodnym o konstrukcji dwukadłubowej. Długość całkowita wynosiła 51,85 metra, szerokość 5,22 metra i zanurzenie 3,67 metra . Wykonany ze stali kadłub sztywny miał 39,3 metra długości i 3,61 metra szerokości, a wysokość (od stępki do szczytu kiosku) wynosiła 7,46 metra . Wyporność w położeniu nawodnym wynosiła 422 tony, a w zanurzeniu 504 tony. Jednostka miała wysoki, ostry dziób przystosowany do przecinania sieci przeciwpodwodnych; do jej wnętrza prowadziły trzy luki: pierwszy przed kioskiem, drugi w kiosku, a ostatni w części rufowej, prowadzący do maszynowni . Cylindryczny kiosk miał średnicę 1,4 metra i wysokość 1,8 metra, obudowany był opływową osłoną . Okręt napędzany był na powierzchni przez dwa 6-cylindrowe, czterosuwowe silniki wysokoprężne MAN S6V26/36 o łącznej mocy 440 kW (600 KM), a pod wodą poruszał się dzięki dwóm silnikom elektrycznym SSW o łącznej mocy 460 kW (620 KM) . Dwa wały napędowe obracały dwie śruby wykonane z brązu manganowego (o średnicy 1,9 metra i skoku 0,9 metra) . Okręt osiągał prędkość 11,9 węzła na powierzchni i 7,2 węzła w zanurzeniu . Zasięg wynosił 8000 Mm przy prędkości 7 węzłów w położeniu nawodnym oraz 59 Mm przy prędkości 4 węzłów pod wodą . Zbiorniki mieściły 43 tony paliwa , a energia elektryczna magazynowana była w dwóch bateriach akumulatorów 26 MAS po 62 ogniwa, zlokalizowanych pod przednim i tylnym pomieszczeniem mieszkalnym załogi. Okręt miał siedem zewnętrznych zbiorników balastowych . Dopuszczalna głębokość zanurzenia wynosiła 50 metrów , a czas wykonania manewru zanurzenia 40 sekund.
Głównym uzbrojeniem okrętu było 18 min kotwicznych typu UC/200 w sześciu skośnych szybach minowych o średnicy 100 cm, usytuowanych w podwyższonej części dziobowej jeden za drugim w osi symetrii okrętu, pod kątem do tyłu (sposób stawiania – „pod siebie”). Układ ten powodował, że miny trzeba było stawiać na zaplanowanej przed rejsem głębokości, gdyż na morzu nie było do nich dostępu (co znacznie zmniejszało skuteczność okrętów). Wyposażenie uzupełniały dwie zewnętrzne wyrzutnie torped kalibru 500 mm (umiejscowione powyżej linii wodnej na dziobie, po obu stronach szybów minowych), jedna wewnętrzna wyrzutnia torped kal. 500 mm na rufie (z łącznym zapasem 7 torped) oraz umieszczone przed kioskiem działo pokładowe kal. 88 mm L/30, z zapasem amunicji wynoszącym 130 naboi . Okręt wyposażony był w dwa peryskopy Zeissa: wachtowy i bojowy oraz radiostację z podnoszonym masztem o wysokości 10 metrów. Wyposażenie uzupełniała kotwica grzybkowa o masie 272 kg .
Załoga okrętu składała się z 3 oficerów oraz 23 podoficerów i marynarzy.

## Służba
8 stycznia 1917 roku SM UC-62 został przyjęty do służby w Cesarskiej Marynarce Wojennej . Dowództwo jednostki objął por. mar. (niem. Oberleutnant zur See) Max Schmitz, dowodzący wcześniej UC-11 . Z dniem 1 lutego 1917 roku, rozkazem szefa sztabu admiralicji niemieckiej z 12 stycznia tego roku, U-Booty należące do czterech flotylli Hochseeflotte, Flotylli Flandria i Flotylli Pola rozpoczęły nieograniczoną wojnę podwodną. Po okresie szkolenia okręt został 27 lutego przydzielony do Flotylli Flandria .
W dniach 31 marca – 6 kwietnia UC-62 odbył swoją pierwszą operację bojową, udając się z Zeebrugge w rejon Hoofden (na północny zachód od Scheveningen). Rankiem 5 kwietnia załoga okrętu dostrzegła płynący pod banderą szwedzką trójmasztowy szkuner i rozpoczęła jego ostrzał z działa pokładowego. Jednostka odpowiedziała ogniem. Okazało się, że był to brytyjski statek-pułapka HMS „Result” (122 BRT), a walka zakończyła się uszkodzeniem brytyjskiego okrętu .
2 maja UC-62 zatrzymał i po ewakuacji załogi zatopił u wybrzeży Belgii zbudowany w 1905 roku holenderski żaglowiec ze stalowym kadłubem „Noordzee” o pojemności 136 BRT, transportujący mleko z Rotterdamu do Hawru . Dwa dni później okręt na wodach Noordhinder Bank wystrzelił niecelną torpedę w kierunku zbudowanego w 1916 roku holenderskiego parowca „Neptunus” (160 BRT), płynącego na trasie Rotterdam – Londyn, a następnie zatrzymał go i po zejściu załogi zatopił . 24 maja, storpedował nieopodal Kinsale (na pozycji 51°36′N 8°12′W/51,600000 -8,200000), zbudowany w 1892 roku, brytyjski parowiec „Chicago City” o pojemności 2324 BRT, płynący z ładunkiem drobnicy z Nowego Jorku do Bristolu. Statek doznał uszkodzeń, a na pokładzie zginęły dwie osoby . 30 maja na postawioną przez UC-62 nieopodal latarni morskiej Royal Sovereign minę wszedł zbudowany w 1910 roku brytyjski parowiec „Lisbon” (1203 BRT), płynący z ładunkiem drobnicy z Newhaven do Boulogne-sur-Mer (statek zatonął ze stratą jednego załoganta na pozycji 50°38′N 0°20′E/50,633333 0,333333)  .
24 czerwca na postawioną przez okręt podwodny między Beachy Head a latarnią Royal Sovereign minę wpłynął zbudowany w 1914 roku brytyjski uzbrojony trawler HMT „Taipo” (247 BRT), tonąc na pozycji 50°42′N 0°19′E/50,700000 0,316667 ze stratą pięciu załogantów . Dwa dni później w odległości 80 Mm na południowy zachód od archipelagu Scilly okręt zatrzymał zbudowany w 1883 roku amerykański żaglowiec „A.B. Sherman” o pojemności 611 BRT, przewożący paliwo płynne i bawełnę z Filadelfii do Hawru, jednak próba zatopienia nie powiodła się i uszkodzony statek został później odholowany do portu . 28 czerwca ofiarami działalności UC-62 padły dwie brytyjskie jednostki: zbudowana w 1889 roku fregata ze stalowym kadłubem „Neotsfield” (1875 BRT), transportująca węgiel z Newport do Buenos Aires, zatrzymana i zatopiona za pomocą ładunków wybuchowych 112 Mm na południowy zachód od Bishop Rock (na pozycji 48°28′N 8°19′W/48,466667 -8,316667, bez strat w ludziach)   oraz pochodzący z 1906 roku parowiec „Don Arturo” (3680 BRT), płynący pod balastem z Algierii do jednego z portów nad rzeką Tees, prawdopodobnie storpedowany bez ostrzeżenia w odległości 90 Mm na południowy zachód od Scilly (na pozycji 49°19′N 8°28′W/49,316667 -8,466667; zginęła cała, licząca 34 osoby załoga)  .
25 lipca UC-62 w odległości 40 Mm na południowy zachód od Ouessant zatrzymał i zatopił po opuszczeniu przez załogę zbudowany w 1894 roku norweski bark „Vaarbud” o pojemności 362 BRT, płynący pod balastem z Hawru do Belize . Dwa dni później 25 Mm na południowy zachód od latarni morskiej Lizard jego los podzielił pochodzący z 1873 roku amerykański trzymasztowy szkuner z pomocniczym napędem motorowym „Carmela” o pojemności 1379 BRT, przewożący drobnicę z Nowego Jorku do Hawru (na pozycji 49°38′N 5°37′W/49,633333 -5,616667) . 28 lipca 66 Mm na południowy zachód od Bishop Rock U-Boot storpedował bez ostrzeżenia i zatopił zbudowany w 1905 roku uzbrojony brytyjski parowiec „Glenstrae” o pojemności 4718 BRT, przewożący drobnicę z Hajfongu do Dunkierki (na pozycji 48°40′N 6°55′W/48,666667 -6,916667, zginęła jedna osoba)  .
26 sierpnia w odległości 50 Mm na zachód od latarni morskiej Casquets UC-62 zatopił zbudowany w 1868 roku norweski żaglowiec „Chacma” o pojemności 608 BRT, przewożący kampesz z Savanna-la-Mar do Hawru (nikt nie zginął) . 15 października na postawioną przez U-Boota w odległości 10 Mm na południe od latarni morskiej Anvil Point minę wpłynął zbudowany w 1900 roku brytyjski parowiec „Hartburn” (2367 BRT), przewożący siano i samochody ciężarowe z Manchesteru do St Helen’s Roads (statek zatonął ze stratą trzech członków załogi) .
Po południu 11 października SM UC-62 wyszedł z bazy w Zeebrugge w kolejny bojowy rejs. 14 października okręt zatonął na minie na pozycji 51°37′N 2°58′E/51,616667 2,966667 wraz z całą, liczącą 30 osób załogą .

### Podsumowanie działalności bojowej
SM UC-62 odbył dziewięć rejsów operacyjnych, w wyniku których zatonęło 11 statków o łącznej pojemności 16 735 BRT, a trzy statki o łącznej pojemności 3057 BRT zostały uszkodzone . Na pokładach zatopionych i uszkodzonych jednostek zginęło co najmniej 46 osób, w tym 34 na brytyjskim parowcu „Don Arturo”  . Pełne zestawienie zadanych przez niego strat przedstawia poniższa tabela :
| Data                 | Nazwa          | Państwo           | Tonaż       | Los jednostki |
| -------------------- | -------------- | ----------------- | ----------- | ------------- |
| 5 kwietnia 1917      | HMS „Result”   | Royal Navy        | 122         | uszkodzony    |
| 2 maja 1917          | „Noordzee”     | Holandia          | 136         | zatopiony     |
| 4 maja 1917          | „Neptunus”     | Holandia          | 160         | zatopiony     |
| 24 maja 1917         | „Chicago City” | Wielka Brytania   | 2324        | uszkodzony    |
| 30 maja 1917         | „Lisbon”       | Wielka Brytania   | 1203        | zatopiony     |
| 24 czerwca 1917      | HMT „Taipo”    | Royal Navy        | 247         | zatopiony     |
| 26 czerwca 1917      | „A.B. Sherman” | Stany Zjednoczone | 611         | uszkodzony    |
| 28 czerwca 1917      | „Neotsfield”   | Wielka Brytania   | 1875        | zatopiony     |
| 28 czerwca 1917      | „Don Arturo”   | Wielka Brytania   | 3680        | zatopiony     |
| 25 lipca 1917        | „Vaarbud”      | Norwegia          | 362         | zatopiony     |
| 27 lipca 1917        | „Carmela”      | Stany Zjednoczone | 1379        | zatopiony     |
| 28 lipca 1917        | „Glenstrae”    | Wielka Brytania   | 4718        | zatopiony     |
| 26 sierpnia 1917     | „Chacma”       | Norwegia          | 608         | zatopiony     |
| 15 października 1917 | „Hartburn”     | Wielka Brytania   | 2367        | zatopiony     |
| RAZEM                | RAZEM          | zatopione:        | zatopione:  | 11            |
| RAZEM                | RAZEM          | uszkodzone:       | uszkodzone: | 3             |